# 屈原镇
屈原镇，是中华人民共和国湖北省宜昌市秭归县下辖的一个乡镇级行政单位。

## 行政区划
屈原镇下辖以下地区：
新滩社区、龙马溪村、西陵峡村、链子岩村、长江村、天龙村、铺坪村、漆树坪村、屈原村、仙女坪村、凤凰溪村、北峰村和九岭头村。